# Puksäge

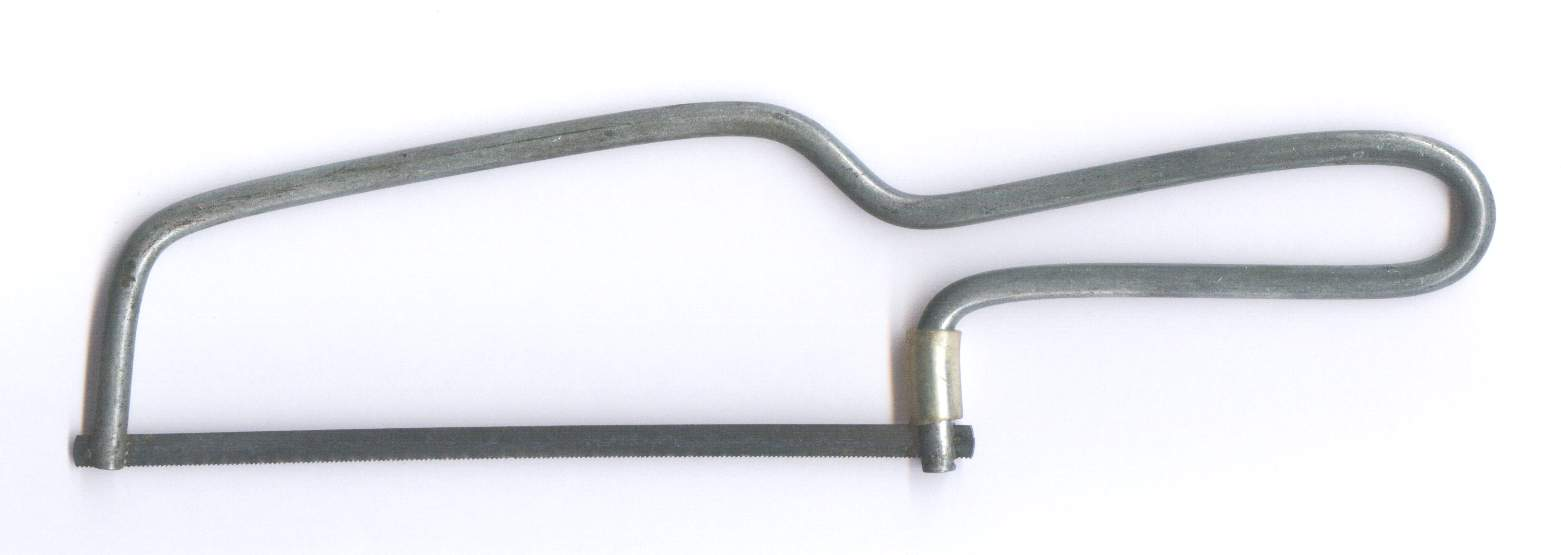
Puksäge mit Drahtgriff

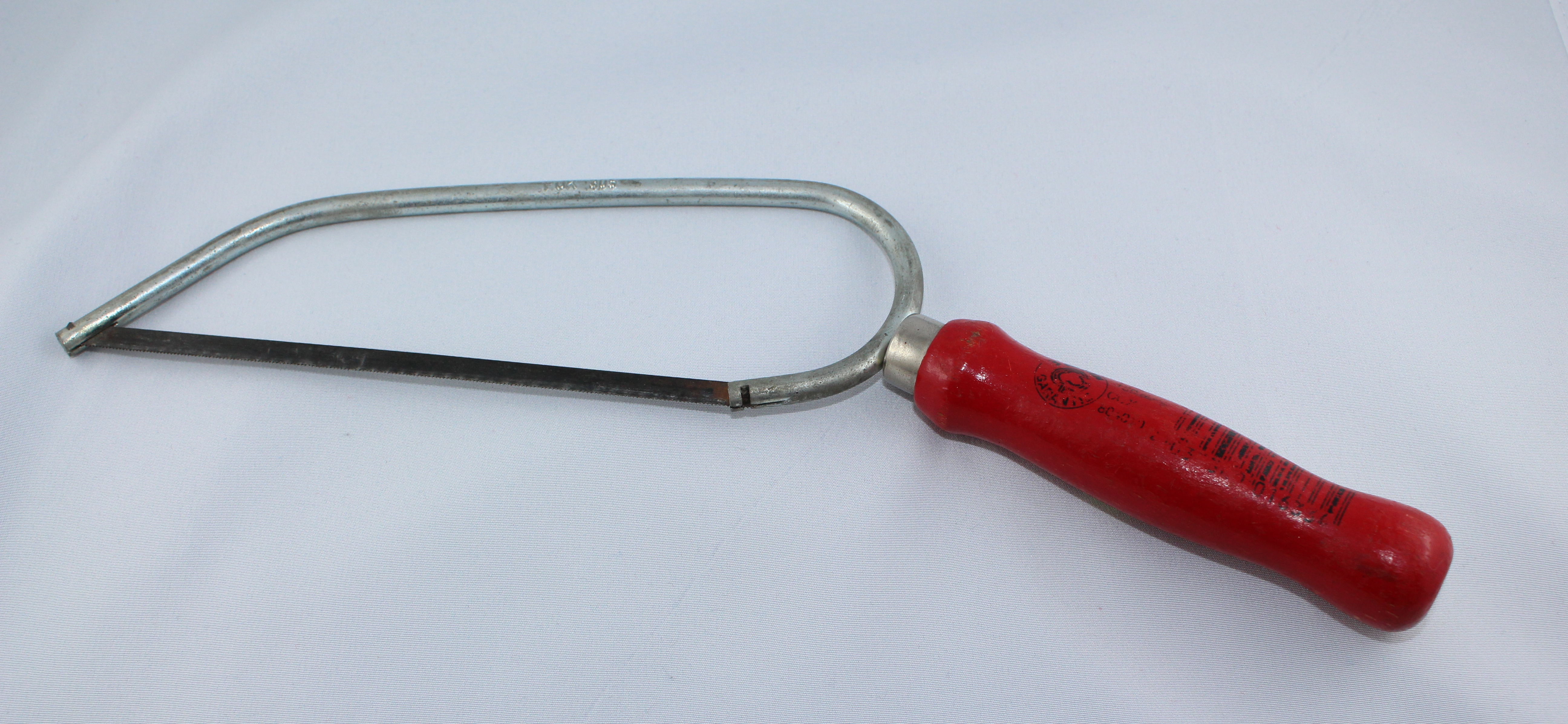
Puksäge mit Holzgriff

Eine Puksäge ist eine kleine Handsäge mit auswechselbarem Sägeblatt. PUK ist eine eingetragene Marke der Josef Haunstetter Sägenfabrik KG.

## Herkunft des Namens
Der Name Puk sollte 1936 für die Josef Haunstetter Sägenfabrik beim Deutschen Patent- und Markenamt ursprünglich in der Schreibweise Puck eingetragen werden, da der Hersteller damals auch andere Produkte nach nordischen Sagengestalten benannt hatte. Durch einen Schreibfehler wurde dann Puk als Wortmarke eingetragen.

## Eigenschaften und Verwendung
Verbreitet sind Ausführungen, bei denen der Sägebügel und der Handgriff zusammen aus einem etwa 5 mm dicken Draht hergestellt sind. Es existieren jedoch auch Ausführungen mit stärkerem Bügel und mit Holz- oder Kunststoffgriff. Die Sägeblätter, die für verschiedene Materialien erhältlich sind, haben bei den meisten Modellen eine Länge von 150 mm, beim Modell Puk Vario eine Länge von 150, 170 oder 200 mm. Die Gesamtlänge variiert von 23 cm bis etwa 30 cm.
Eine Puksäge ist als Universalsäge für kleine Sägearbeiten ein typisches Haushaltswerkzeug. Als professionelles Werkzeug wird sie häufig von Elektroinstallateuren zum Sägen von Kunststoffrohren verwendet sowie vom Installateur- und Heizungsbauer zum Zuschnitt von Kupferrohren und Verbundrohren in geringen Dimensionen.
Die Puksäge arbeitet nicht auf Stoß (wie der Fuchsschwanz) oder Druck (wie Bügelsägen  für Metalle), sondern auf Zug, damit sich der Drahtbügel nicht so verbiegen kann, dass das Sägeblatt herausfällt. Das Sägeblatt wird deshalb so eingespannt, dass die Sägezähne zum Griff zeigen.